# Emily Ruete
Emily Ruete, född Salama bint Said i Zanzibar 1844, död 1924, var en prinsessa av Zanzibar och Oman och memoarskrivare. 

## Biografi
Emily Ruete var dotter till sultan Said ibn Sultan och hans cirkassiska slavkonkubin Jilfidan, som fallit offer för slavhandeln på Svarta havet. Hon var den yngsta av trettiosex barn. Hon var syster till sultan Sayyid Majid ibn Said av Zanzibar och sultan Thuwayni ibn Said av Oman, som blev sultan av var sin del av riket, då riket delades efter deras fars död 1856.
Emily Ruete växte delvis upp i sin fars harem i Zanzibar och delvis hos sin bror Sayyid Majid. Hon lärde sig rida, jaga och skriva, vilket inte var vanligt för kvinnor i hennes kultur. När hennes far avled 1856 blev hon myndigförklarad vid tolv års ålder och ärvde en plantage på Zanzibar efter honom. Under en konflikt mellan hennes bröder sultan Majid och prins Sayyid Barghash ibn Said övertalades hon av sin syster att ta den senares sida, och tack vare sin skrivförmåga gjorde hon honom flera tjänster under en politisk intrig som misslyckades. Det ledde till en brytning med Majid, och när hon lyckades försonas med honom, inträffade istället en brytning med hennes syster och Barghash.
På Zanzibar levde kvinnor inte fullt så isolerade från kontakt med män som kvinnor annars gjorde i det muslimska kulturen, och hon lärde känna den tyska köpmannen Rudolph Heinrich Ruete, med vilken hon inledde ett hemligt förhållande. När detta år 1866 resulterade i en graviditet, flydde hon på ett brittiskt fartyg till Aden, där hon konverterade till kristendomen, fick namnet Emily vid dopet och gifte sig med Ruete. I ett brev till sin syster uppgav hon dock att konverteringen hade ägt rum av rent praktiska skäl snarare än religiösa. Paret levde sedan i Hamburg i Tyskland.
Emily Ruete blev änka 1870 och levde sedan i ansträngda ekonomiska omständigheter, då hennes arv ifrågasattes. Det ska ha varit därför hon lät utge sina memoarer. Otto von Bismarck uppges ha föreslagit henne att installera hennes son på Zanzibars tron. Hon återvände till Zanzibar vid två tillfällen, 1885 och 1888. Hon bosatte sig 1889 i Jaffa, och levde sedan i Beirut 1892–1914, innan hon återvände till Tyskland, där hon bodde med sin dotter i Jena i resten av sitt liv.

## Eftermäle
Emily Ruete är känd för sina memoarer, Memoirs of an Arabian Princess from Zanzibar (1886), som beskriver hennes liv i Zanzibar mellan 1850 och 1865, och är kända som de första memoarerna av en arabisk kvinna. År 1992 utgavs hennes brevväxling, An Arabian Princess Between Two Worlds, där hon beskrev sina intryck av livet i Europa.